# Witborstaalscholver
De witborstaalscholver (Phalacrocorax carbo lucidus) is een zeevogel uit de familie Phalacrocoracidae (aalscholvers). De vogel werd in 1823 door de Duitse dierkundige Martin Lichtenstein als aparte soort geldig beschreven. Op de IOC World Bird List staat dit taxon als ondersoort van de aalscholver, maar daarover is geen consensus.

## Verspreiding en leefgebied
Deze soort komt wijdverspreid voor in Afrika bezuiden de Sahara. De soort vormt populaties die broeden in zoetwaterleefgebieden. Daarnaast zijn er populaties die gebonden zijn aan zeekusten.

## Status
De witborstaalscholver komt als ondersoort niet voor op de lijst van het IUCN.